# Aszur-ili-muballissu
Aszur-ili-muballissu (akad. Aššur-ilī-muballissu, w transliteracji z pisma klinowego zapisywane mAN.ŠÁR-DINGIR.MU-TI.LA.BI, maš-šur-DINGIR.MU-TI.LA.BI; tłum. „Aszur, mój bóg, jest tym, który daje mu życie”) – asyryjski książę, jeden z synów Sennacheryba (704-681 p.n.e.). 
Aszur-ili-muballissu wymieniany jest w kilku inskrypcjach swego ojca, w których ten opisuje wzniesienie dla niego rezydencji w mieście Aszur. Rezydencja ta (tzw. Prince's Palace) znajdowała się przy wschodnim murze miejskim, a jej pozostałości odnaleziono w trakcie wykopalisk. Na identyfikację tej budowli z rezydencją Aszur-ili-muballissu pozwoliły właśnie wspomniane wyżej inskrypcje, które umieszczone były na wielu blokach kamiennych stanowiących jej fundament. Wszystkie zachowane inskrypcje są bardzo podobne do siebie, a najdłuższa z nich brzmi następująco:
„Ja, Sennacheryb, król Asyrii, twórca podobizn (tj. posągów) boga Aszura i wielkich bogów, zbudowałem ten dom dla mego drugiego syna Aszur-ili-muballissu, który (jest) w służbie (boga) Aszura, i wyłożyłem jego fundamenty wapieniem, kamieniem z gór”.
Sennacheryb nazywa w tej inskrypcji Aszur-ili-muballissu swym „drugim synem” (māru terdennu), co zdaje się oznaczać, iż był on drugim (po Aszur-nadin-szumi) najstarszym jego synem. Z inskrypcji wydaje się też wynikać, iż pełnić on mógł jakiś ważny urząd kapłański w służbie boga Aszura. Na to, że Aszur-ili-muballissu pełnić mógł funkcje kapłańskie, wskazywać też mogą teksty religijne odnalezione w jego rezydencji w Aszur.
Aszur-ili-muballissu spędzić mógł też pewien czas na dworze królewskim w Niniwie. W mieście tym znaleziono bowiem dwa naczynia kamienne z umieszczonymi na nich inskrypcjami, z których wynika, iż były one darem Sennacheryba dla niego. Jego imię wymieniane jest też w pewnym tekście, będącym najprawdopodobniej opisem jakiegoś reliefu lub malowidła w Niniwie, które przedstawiać miało mitycznych herosów i synów Sennacheryba.